# Jannis Heuer
Jannis Heuer (Großburgwedel, 29 luglio 1999) è un calciatore tedesco, difensore del Preußen Münster, in prestito dal Kaiserslautern.

## Carriera
Cresciuto nel settore giovanile del Wolfsburg, dal 2018 al 2020 totalizza 24 presenze e quattro reti con la squadra riserve, militante in Regionalliga. Inutilizzato nel corso della stagione 2020-2021, il 2 giugno 2021 viene acquistato dal Paderborn, legandosi con un contratto biennale; il 24 luglio successivo ha esordito fra i professionisti, disputando l'incontro di Zweite Bundesliga pareggiato per 0-0 contro l'Heidenheim.

## Statistiche

### Presenze e reti nei club
Statistiche aggiornate al 17 febbraio 2023.
| Stagione            | Squadra             | Campionato          | Campionato | Campionato | Coppe nazionali | Coppe nazionali | Coppe nazionali | Coppe continentali | Coppe continentali | Coppe continentali | Altre coppe | Altre coppe | Altre coppe | Totale | Totale |
| Stagione            | Squadra             | Comp                | Pres       | Reti       | Comp            | Pres            | Reti            | Comp               | Pres               | Reti               | Comp        | Pres        | Reti        | Pres   | Reti   |
| ------------------- | ------------------- | ------------------- | ---------- | ---------- | --------------- | --------------- | --------------- | ------------------ | ------------------ | ------------------ | ----------- | ----------- | ----------- | ------ | ------ |
| 2018-2019           | Wolfsburg II        | RL                  | 6          | 1          |                 | -               | -               |                    | -                  | -                  |             | -           | -           | 6      | 1      |
| 2019-2020           | Wolfsburg II        | RL                  | 18         | 3          |                 | -               | -               |                    | -                  | -                  |             | -           | -           | 18     | 3      |
| Totale Wolfsburg II | Totale Wolfsburg II | Totale Wolfsburg II | 24         | 4          |                 | -               | -               |                    | -                  | -                  |             | -           | -           | 24     | 4      |
| 2021-2022           | Paderborn           | 2L                  | 19         | 1          | CG              | 1               | 0               |                    | -                  | -                  |             | -           | -           | 20     | 1      |
| 2022-2023           | Paderborn           | 2L                  | 17         | 3          | CG              | 3               | 0               |                    | -                  | -                  |             | -           | -           | 20     | 3      |
| Totale Paderborn    | Totale Paderborn    | Totale Paderborn    | 36         | 4          |                 | 4               | 0               |                    | -                  | -                  |             | -           | -           | 40     | 4      |
| Totale carriera     | Totale carriera     | Totale carriera     | 60         | 8          |                 | 4               | 0               |                    | -                  | -                  |             | -           | -           | 64     | 8      |